# Angels & Devils
Angels & Devils  —en español: Ángeles y demonios— es el cuarto álbum de la banda de rock alternativo Fuel. El álbum fue lanzado el 7 de agosto de 2007, fue su primer trabajo de estudio desde 2003 de su álbum anterior, Natural Selection y fue el último álbum de Fuel con el compositor original/guitarrista, Carl Bell y el bajista Jeff Abercrombie. Sin músico en este álbum está todavía con la banda. También fue el único álbum de estudio de Fuel para presentar el nuevo vocalista Toryn Green, y su álbum final de Epic Records. Con un nuevo cantante, el álbum también presentó un nuevo logotipo de Fuel.
El exbaterista de Godsmack, Tommy Stewart fue anunciado como nuevo batería de la banda, pero fue incapaz de realizar en el álbum debido a otros compromisos por lo que Josh Freese y Tommy Lee realizan la batería en su lugar.

## Antecedentes
Después de Natural Selection y la gira, el batería Kevin Miller desde hace mucho tiempo fue despedido del grupo en 2004. En 2006 el cantante/guitarrista Brett Scallions dejó el grupo, así, citando las tensiones y diferencias creativas que habían existido entre él y el guitarrista/compositor Carl Bell. Según Bell, algunas de las tensiones con Scallions originaron a partir de su deseo de contribuir al grupo, "quería escribir más, y estar un poco en la escritura, que estaba bien con yo, no puedo dejar de alguien de la escritura". Bell también había declarado que no estaba contento con la voz Scallions, Scallions la sensación de que había perdido algo de gama; sin embargo, las cebolletas ha declarado que su voz no tenía nada que ver con su decisión de abandonar el grupo.

## Promoción
El primer sencillo lanzado fuera parte del álbum fue "Wasted Time", y fue seguido por "Gone" el 23 de octubre. El vídeo de "Wasted Time" fue lanzado el 24 de septiembre, no ha habido ninguna mención acerca la posibilidad de un vídeo que se produce para "Gone".
La World Wrestling Entertainment (WWE) ha utilizado dos canciones de este álbum. "Gone" por su evento pay-per-view Vengeance: Night of Champions, y "Leave the Memories Alone" por sus vídeos de homenaje al luchador Ric Flair que tuvo que retirarse.
La canción "Again" se utiliza en las vistas previas para la cuarta temporada de la serie de televisión Prison Break.

## Recepción
Aunque no muchas publicaciones importantes revisaron el álbum, respuesta crítica a Angels & Devils fue en gran parte marginal a negativo. Muchos comentarios se hicieron eco de que el resultado final era sólido, pero sosa. Stephen Thomas Erlewine de Allmusic describió el álbum como habiendo disminuido la pesadez de combustible, iluminó su producción, y se vuelven más "genérica" en tener un vocalista tanta precisión. Se lamentó, "El resultado final es agradable, pero fácil de olvidar, algo que ninguna banda de rock debe ser."
El álbum, sin embargo, recibe una respuesta muy positiva por parte de LiveDaily, Pablo Gargano quien afirmó que "tiene éxito porque no trata de ser algo más que combustible ha sido siempre." En cuanto a la vocalista Toryn verde, señaló el disco "sufre ninguna musicalmente... De hecho, en términos de capacidad vocal pura, combustible podría ser mejor servido por el líder previamente inaudita." Gargano destacó favorablemente numerosas canciones y repetidamente observó cómo "roca de la arena medio-de-la-carretera" de Fuel sirve bien a la banda.

## Lista de canciones
| N.º | Título                     | Escritor(es)                              | Duración |  |
| 1.  | «Gone»                     |                                           | 3:55     |  |
| 2.  | «I Should Have Told You»   | Bell, Marti Frederiksen                   | 3:52     |  |
| 3.  | «Forever»                  |                                           | 3:42     |  |
| 4.  | «Wasted Time» (G-Mix)      |                                           | 4:11     |  |
| 5.  | «Leave the Memories Alone» |                                           | 3:57     |  |
| 6.  | «Mess»                     |                                           | 0:13     |  |
| 7.  | «Not This Time»            |                                           | 3:32     |  |
| 8.  | «Scars in the Making»      | Bell, Keith Wallen                        | 3:25     |  |
| 9.  | «Hangin' Round»            |                                           | 3:48     |  |
| 10. | «Again»                    |                                           | 3:57     |  |
| 11. | «Halos of the Son»         | Jeff Abercrombie, Ryan Giles, Toryn Green | 3:29     |  |
| 12. | «Angels Take a Soul»       |                                           | 3:47     |  |
| 13. | «Wasted Time» (S-Mix)      |                                           | 4:16     |  |

## Personal
Banda
- Toryn Green - voz principal.
- Carl Bell - guitarra principal, teclados, coros.
- Jeff Abercrombie - bajo
- Tommy Stewart - batería, percusión (Acreditado en notas del álbum, pero no participó en la grabación).